# SERIOUS JAPANESE
『SERIOUS JAPANESE』（シリアス・ジャパニーズ）は、日本のヒップホップグループであるTERIYAKI BOYZの二枚目のアルバム。2009年1月28日に発売。オリコン週間アルバムチャートでは初登場3位。
このアルバムは、MELONやYMOへの影響あるいはリスペクトが強く感じられる。ジャケットはYMOのアルバム『増殖』を彷彿とさせ、またアルバムのタイトル他にMELONの楽曲のタイトルを使用していることからそれが覗える。

## 収録曲
1. please come INTRO!
2. WORK THAT feat. PHARRELL & CHRIS BROWN
アルバムの先行シングル。PVは『タモリ倶楽部』のオマージュともいえる内容である。
3. AFTER 5 (A.M.) feat. MADEMOISELLE YULIA
4. TOKYO DRIFT (FAST & FURIOUS)
UIP映画配給映画『ワイルド・スピードX3 TOKYO DRIFT』主題歌

1. SWEET GIRL feat. DONDRIA
2. TERIYA-KING feat. KANYE WEST & BIG SEAN
3. 5TH ELEMENT feat. CORNELIUS
4. SERIOUS JAPANESE
5. (CAN’T) “BAKE” THAT “FAPE” feat. TAKAGIKAN & ADROCK
6. いつも IT’S MORE
7. I still love H.E.R. feat. KANYE WEST (ALBUM MIX)
8. get the hell OUTRO
9. TOKYO DRIFT (FAST & FURIOUS) REMIX feat. PUSHA T & FAM-LAY